# Milena Todorova
Pour les articles homonymes, voir Todorova.
Milena Todorova (en bulgare : Милена Тодорова) est une biathlète bulgare, née le 18 janvier 1998 à  Trojan.

## Biographie
Todorova fait ses débuts internationaux aux Championnats du monde jeunesse en 2015. Dans l'édition 2017 de cette compétition, elle se classe dans le top dix des trois épreuves individuelles.
Elle apparaît régulièrement en IBU Cup chez les séniors lors de la saison 2017-2018, au cours de laquelle elle reçoit une sélection pour les Jeux olympiques, à Pyeongchang, où elle finit 84e de la seule épreuve qu'elle dispute, le sprint. Fin 2018, elle participe pour la première fois à une épreuve de Coupe du monde à Hochfilzen. Toujours junior, elle monte sur deux podiums de la Coupe IBU junior à Sjusjøen au mois de mars 2019.
Lors de l'étape d'ouverture de la Coupe du monde 2019-2020, elle marque ses premiers points grâce à une 39e place sur l'individuel à Östersund. Plus tard au cours de l'hiver, elle obtient trois médailles aux Championnats du monde junior 2020 à Lenzerheide : l'argent de l'individuel, ainsi que le bronze du sprint et de la poursuite. Dans la foulée, elle participe aux Championnats du monde sénior à Antholz où elle profite de sa bonne forme pour aligner deux résultats dans le top vingt : 18e de la poursuite et 17e de l'individuel, ce qui la qualifie pour sa première mass-start.
Elle effectue sa première saison complète de Coupe du monde lors de l'hiver 2020-2021. Elle s'illustre notamment au cours de l'étape finale à Östersund en mars 2021 en signant le premier top 10 de sa carrière (8e du sprint) et en terminant à deux reprises à la quinzième place (poursuite et mass-start).
Elle est choisie comme porte-drapeau lors de la cérémonie d'ouverture des Jeux olympiques d'hiver de 2022.
Absente de la saison 2023-2024 pour cause de maternité, elle fait son retour lors des championnats du monde de biathlon d'été à Otepää en août 2024. Le 9 janvier 2025 à Oberhof, elle monte sur son premier podium de Coupe du monde en obtenant la troisième place sur le sprint avec un 9/10 au tir. Après une belle cinquième place sur la mass-start des mondiaux 2025 à Lenzerheide, elle monte sur son deuxième podium de Coupe du monde le 15 mars en terminant deuxième de la mass-start à Pokljuka, derrière Lou Jeanmonnot, après avoir signé le premier 20/20 au tir de sa carrière. Elle boucle la saison 2024-2025, de loin sa meilleure jusque là, à la quinzième place du classement général de la Coupe du monde.

## Vie privée
Compagne de Vladimir Iliev, elle donne naissance à une petite fille en 2023.

## Palmarès

### Jeux olympiques d'hiver
| Épreuve / Édition                | Individuel | Sprint | Poursuite | Départ groupé | Relais | Relais mixte |
| Jeux olympiques 2018 Pyeongchang | —          | 84e    | —         | —             | —      | —            |
| Jeux olympiques 2022 Pékin       | 52e        | 17e    | 31e       | —             | 18e    | 19e          |

Légende :
- — : Non disputée par Todorova

### Championnats du monde
| Mondiaux \ Épreuve | Individuel | Sprint | Poursuite | Départ en masse | Relais | Relais mixte | Relais mixte simple |
| 2019 Östersund     | —          | —      | —         | —               | 20e    | —            | —                   |
| 2020 Antholz       | 17e        | 27e    | 18e       | 28e             | 20e    | —            | —                   |
| 2021 Pokljuka      | 54e        | 48e    | 58e       | —               | 18e    | 15e          | 19e                 |
| 2023 Oberhof       | 36e        | 31e    | 31e       | —               | —      | 17e          | —                   |
| 2025 Lenzerheide   | 63e        | 14e    | 16e       | 5e              | 21e    | 15e          | —                   |

Légende :
- — : non disputée par Todorova
- : pas d'épreuve

### Coupe du monde
- Meilleur classement général : 15e en 2025.
- 2 podiums individuels : 1 deuxième place et 1 troisième place.

Mise à jour le 23 mars 2025

#### Classements en Coupe du monde
| Saison    | Classement général final | Individuel | Sprint | Poursuite | Mass start |
| 2018-2019 | nc                       |            | nc     |           |            |
| 2019-2020 | 47e                      | 36e        | 52e    | 52e       | 41e        |
| 2020-2021 | 46e                      | nc         | 48e    | 44e       | 36e        |
| 2021-2022 | 48e                      | 37e        | 44e    | 55e       |            |
| 2022-2023 | 52e                      | 51e        | 50e    | 46e       |            |
|           |                          |            |        |           |            |
| 2024-2025 | 15e                      | 63e        | 12e    | 24e       | 11e        |

#### Résultats détaillés en Coupe du monde
| 2018-2019 |        |        |        |        |        |        |        |        |        |         |        |        |        |        |        |        |         |        |        | .      | .      | .       | .       |         |        |        | nc  |
| 2018-2019 | IN     | SP     | PU     | SP 89e | PU     | SP     | PU     | MS     | SP     | PU N.P. | SP 82e | MS     | SP     | PU     | MS     | SI     | SP Ann. | SP     | PU     | SP     | PU     | IN      | MS      | SP      | PU     | MS     | nc  |
| 2019-2020 |        |        |        |        |        |        |        |        |        |         |        |        |        | .      | .      | .      | .       |        |        |        |        |         |         |         |        |        | 47e |
| 2019-2020 | SP 76e | IN 39e | SP 71e | PU     | SP 51e | PU NP  | MS     | SP 77e | MS     | SP 46e  | PU 56e | IN     | MS     | SP 27e | PU 18e | IN 17e | MS 28e  | SP 18e | MS 24e | SP     | PU     | SP Ann. | PU Ann. | MS Ann. |        |        | 47e |
| 2020-2021 |        |        |        |        |        |        |        |        |        |         |        |        |        |        |        | .      | .       | .      | .      |        |        |         |         |         |        |        | 46e |
| 2020-2021 | IN 91e | SP 49e | SP 57e | PU 53e | SP 52e | PU 33e | SP 29e | PU 41e | MS     | SP 30e  | PU 24e | SP     | MS     | IN     | MS     | SP 48e | PU 58e  | IN 54e | MS     | SP 62e | PU     | SP 35e  | PU 44e  | SP 8e   | PU 15e | MS 15e | 46e |
| 2021-2022 |        |        |        |        |        |        |        |        |        |         |        |        |        |        |        | .      | .       | .      | .      |        |        |         |         |         |        |        | 48e |
| 2021-2022 | IN 70e | SP 41e | SP 23e | PU NP  | SP 61e | PU     | SP 52e | PU 45e | MS     | SP 45e  | PU 34e | SP 42e | PU 39e | IN 22e | MS     | IN 52e | SP 17e  | PU 31e | MS     | SP 12e | PU 28e | SP 53e  | MS      | SP 29e  | PU NP  | MS     | 48e |
| 2022-2023 |        |        |        |        |        |        |        |        |        |         |        |        |        |        | .      | .      | .       | .      |        |        |        |         |         |         |        |        | 52e |
| 2022-2023 | IN 76e | SP 45e | PU 41e | SP 37e | PU 27e | SP 12e | PU 46e | MS     | SP 68e | PU      | IN 28e | MS     | SP 37e | PU 26e | SP 31e | PU 31e | IN 36e  | MS     | SP 44e | PU 40e | IN NP  | MS      | SP      | PU Ann. | MS     |        | 52e |
|           |        |        |        |        |        |        |        |        |        |         |        |        |        |        |        |        |         |        |        |        |        |         |         |         |        |        |     |
| 2024-2025 |        |        |        |        |        |        |        |        |        |         |        |        |        |        | .      | .      | .       | .      |        |        |        |         |         |         |        |        | 15e |
| 2024-2025 | SI 44e | SP 45e | MS     | SP 10e | PU 34e | SP 16e | PU 32e | MS 26e | SP 3e  | PU 7e   | IN 37e | MS 17e | SP 57e | PU 22e | SP 14e | PU 16e | IN 63e  | MS 5e  | SP 8e  | PU 18e | SI 43e | MS 2e   | SP 9e   | PU 46e  | MS 25e |        | 15e |

### Championnats du monde juniors/jeunes
| Mondiaux / Épreuve  | Cat.    | Individuel        | Sprint             | Poursuite          | Relais |
| 2017 Brezno-Osrblie | Jeunes  | 10e               | 8e                 | 10e                | 14e    |
| 2018 Otepää         | Jeunes  | 22e               | 19e                | 25e                | 15e    |
| 2019 Brezno-Osrblie | Juniors | 20e               | 6e                 | 21e                | 11e    |
| 2020 Lenzerheide    | Juniors | Médaille d'argent | Médaille de bronze | Médaille de bronze | —      |

Légende :
- : deuxième place, médaille d'argent
- : troisième place, médaille de bronze
- — : non disputée par Milena Todorova